# Đăk Rve
Đăk Rve là một thị trấn thuộc huyện Kon Rẫy, tỉnh Kon Tum, Việt Nam.

## Địa lý
Thị trấn Đăk Rve nằm ở phía đông bắc huyện Kon Rẫy, có vị trí địa lý:
- Phía đông giáp xã Đăk Pne
- Phía tây giáp các xã Tân Lập và Đăk Tờ Lung
- Phía nam giáp xã Tân Lập
- Phía bắc giáp huyện Kon Plông.

Thị trấn có diện tích 50 km², dân số năm 2019 là 5.167 người, mật độ dân số đạt 103 người/km².

## Lịch sử
Địa bàn thị trấn Đăk Rve hiện nay trước đây là một phần xã Tân Lập, huyện Kon Plông.
Ngày 22 tháng 11 năm 1996, Chính phủ ban hành Nghị định 73-CP. Theo đó, thành lập thị trấn Kon Plông, thị trấn huyện lỵ huyện Kon Plông trên cơ sở 5.000 ha diện tích tự nhiên và 4.031 người của xã Tân Lập.
Ngày 31 tháng 1 năm 2002, Chính phủ ban hành 14/2002/NĐ-CP. Theo đó, chia huyện Kon Plông thành hai huyện Kon Plông và Kon Rẫy, thị trấn Kon Plông trực thuộc huyện Kon Rẫy và được đổi tên thành thị trấn Đăk Rve.
Huyện lỵ của huyện Kon Rẫy ban đầu đặt tại thị trấn Đăk Rve. Tuy nhiên, đến năm 2005, huyện lỵ được dời về khu vực Đăk Ruồng - Tân Lập.

## Giao thông
- Đường Hùng Vương
- Đường Duy Tân
- Đường Phan Đình Giót
- Đường Trần Phú
- Đường Lê Quý Đôn
- Đường A Vui
- Đường Lê Lợi
- Đường Trần Kiên
- Đường A Ninh
- Đường Lê Lai
- Đường Võ Thị Sáu
- Đường Kim Đồng
- Đường Lê Hữu Trác.